# Jinn
Il jinn (AFI: [ʤinː]; in arabo جِنّ‎?, anche traslitterato come ǧinn o, nella grafia francese semplificata, djinn; pl. jinna, coll. jān, agg. jinnī, in arabo جني‎?), spesso tradotto come genio, è una creatura citata nel Corano, e indica, nella religione preislamica e in quella musulmana, un'entità soprannaturale, intermedia fra il mondo angelico e l'umanità, avente perlopiù carattere maligno; anche se in certi casi può mostrarsi in maniera del tutto benevola e protettiva.

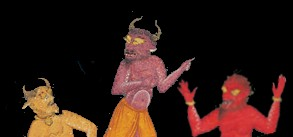
Illustrazione del XVI secolo di tre jinn, dal libro Ahsan-ol-Kobar (Palazzo del Golestan, Teheran)

L'etimo della parola è stato a lungo discusso. In passato alcuni studiosi hanno fatto derivare il jinn dal Genio della mitologia romana, ma questa lettura a oggi è stata abbandonata. Piuttosto, oggi si ritiene che la parola derivi dal semitico gianna, ossia "coprire": i jinn rappresenterebbero dunque gli esseri che ricoprono o opprimono l'essere umano con le loro azioni occulte.
È da notare, inoltre, come il termine stesso si avvicini foneticamente a Geenna che, oltre ad indicare una valletta scavata dal torrente Hinnom sul lato meridionale del monte Sion, indica il luogo infuocato immaginato dall'ebraismo, dove le anime cattive rimarrebbero per l'eternità.

## Storia
In età preislamica (jāhiliyya) ai jinn era attribuita notevole potenza, ed erano ritenuti capaci di esprimere una devastante e spesso mortale cattiveria. Gli storici della religione islamica credono che tali entità fossero direttamente ricollegabili all'ostilità dell'ambiente fisico in cui vivevano gli Arabi della Penisola Arabica, tanto sedentari quanto nomadi (beduini), senza in alcun modo rifarsi a modelli allogeni.
Di tutti i jinn i più crudeli erano le ghul, spesso rese in traduzione con il termine orco (per rifarsi a contesti occidentali noti attraverso la fiabistica). Non meno crudeli nel tendere tranelli ai viaggiatori, in genere per ucciderli, erano anche gli ʿifrīt, le siʿlāt (sing. siʿla), la qutrūba, il mārid, il mārij; relativamente innocuo era invece considerato l'ʿāmir. Tutti i jinn erano in grado di presentarsi sotto molteplici aspetti esteriori: la loro caratteristica generale sarebbe stata e rimarrebbe l'estrema mutevolezza e la totale inafferrabilità. Nel folclore turco e mongolo sono indicati con il termine çor, entità invisibili nate dal fuoco, ma visibili quando muoiono. Si riteneva che fossero responsabili di diversi disturbi mentali. Si pensava inoltre che queste entità abitassero in luoghi desolati come case abbandonate o rovine, che temessero il ferro e che scomparissero se qualcuno pronunciava la Basmala. Benché temuti non erano necessariamente di natura malvagia.
Nel folklore senegalese, sovrapponendosi agli spiriti delle tradizioni arcaiche locali, il jinn poteva divenire molto pericoloso se disturbato od offeso, colpendo le funzioni vitali dei colpevoli di tali misfatti e soprattutto privandoli del nit, ovvero della personalità. Inoltre potevano collaborare con le streghe dömm, custodendo lo spirito vitale rubato da queste alle loro vittime.
L'islam accetta l'esistenza dei jinn, sia pure neutralizzandone pressoché tutte le potenzialità malefiche principali, limitandole a un fastidio più o meno accentuato. Secondo la cultura islamica esistono anche jinn buoni e in condizioni di beneficare l'essere umano. Ciò perché, già all'epoca di Maometto (VI-VII secolo dopo Cristo), alcuni jinn si sarebbero convertiti all'islam ascoltando le parole rivelate dal Profeta stesso.
Un tipico esempio di jinn è l'essere che, nella favolistica collegata alle Mille e una notte, Aladino libera da una lampada al cui interno è rimasto prigioniero, in cambio dell'esaudimento di ogni suo desiderio. Nelle fiabe, in ossequio a una diffusa credenza non solo islamica, un totale potere sui jinn sarebbe stato espresso da Salomone (in arabo Sulaymān), considerato come uno dei più grandi profeti precursori di Maometto.
Nel Corano è riportato che i jinn si originarono all'inizio dei tempi, come tutte le altre creature, grazie all'intervento di Allah. Essi, a differenza degli umani (che avrebbero natura di terra) e degli angeli (la cui natura sarebbe di luce), ebbero origine dal fuoco. Ai jinn, secondo lo stesso Corano e i trattati di demonologia islamici, apparterrebbe Iblīs: termine certamente adattato dal greco diàbolos per indicare Satana (chiamato peraltro Shayṭān).
I modernisti islamici hanno tentato di adattare la fede nei jinn al portato della moderna scienza: qualcuno (come Muhammad Abduh) ha ipotizzato che batteri e microbi non fossero – per esempio – altro che jinn in grado di produrre risultati talora fatali sul corpo umano; tale lettura, comunque, non ha incontrato grande favore fra i credenti musulmani.

## Il jinn nella cultura di massa
La figura del jinn, più spesso sotto il nome di "genio", è stata ripresa diverse volte nell'ambito del cinema e della televisione, così come delle opere letterarie.
- Nel racconto Le gobbe del cammello di Rudyard Kipling (1902) c'è il Genio di tutti i deserti.[11]
- Nel romanzo di fantascienza Lunedì inizia sabato dei fratelli Strugatskij (1965) il jinn appare spesso, impiegato perlopiù nel campo della sperimentazione, della magia bellica (ormai desueta), e come guardiano degli uffici amministrativi dell'Istituto di ricerca scientifica sulla Magia e Stregoneria (in questo caso nella versione "potenziata" di ifrit).
- Un jinn è uno dei personaggi principali in uno dei racconti privi di titolo della raccolta Lo specchio nello specchio dello scrittore tedesco Michael Ende.
- I jinn compaiono anche come personaggi chiave nel romanzo del 1990 Il castello in aria (seguito di Il castello errante di Howl) della scrittrice inglese Diana Wynne Jones.
- Una versione particolarmente celebre del jinn è il Genio del film d'animazione Disney Aladdin; del resto la figura del jinn compare, naturalmente, in tutte le trasposizioni della fiaba di Aladino e la lampada meravigliosa, così come nelle opere a essa ispirate (come Zio Paperone alla ricerca della lampada perduta).
- Fra i protagonisti del cartone animato francese La principessa Sheherazade (in originale Princesse Shéhérazade, 1996-2000) c'è il jinn di nome Till, doppiato in originale da Paul Nivet e in italiano da Mirko Savone.
- Fra i numerosi personaggi del programma televisivo per bambini Melevisione (1999-2015) figurano quattro jinn. I primi tre sono fratelli: Abù Ben Set (stagione 2, interpretato da Alessandro Pisci), Abù Zazà (stagioni 3-6, interpretato da Fabio Troiano) e Abù Elisir, detta Shirin Scintilla (stagioni 9-15, interpretata da Valentina Bartolo). La quarta, Amina Lucente (stagione 15, interpretata da Camilla Diana) è invece cugina dei tre precedenti. Abù Ben Set e Abù Zazà vivono in un vaso, Shirin Scintilla e Amina Lucente in una lampada.
- Altre apparizioni nella cultura di massa occidentale includono le serie televisive Un genio sul divano e Strega per amore e i film Azur e Asmar e Wishmaster - Il signore dei desideri con i suoi sequel (dove la figura demoniaca del genio ha assunto anche parte dei suoi originali risvolti negativi), il tema dei Jinn è trattato anche dall'omonima serie TV Netflix.
- In ambito letterario i jinn sono una delle categorie di spiriti nella Tetralogia di Bartimeus di Jonathan Stroud. Nella saga letteraria e videoludica di Geralt di Rivia, Yennefer, l'amante del protagonista, ha conosciuto quest'ultimo durante un rituale di assorbimento di un jinn. Anche il 20º episodio della seconda stagione del telefilm Supernatural è basato sull'operato di un jinn.
- La Jinn compare in due episodi di Martin Mystère desiderosa di vendicarsi della famiglia dell'uomo che l'ha imprigionata in un teschio di cristallo ma viene sconfitta la prima volta da Martin e quella dopo da Diana.
- Jinn è inoltre uno dei personaggi del romanzo American Gods di Neil Gaiman, e nella relativa trasposizione televisiva.
- I jinn sono più volte menzionati nella graphic novel Habibi del fumettista statunitense Craig Thompson.
- I jinn figurano anche in alcune opere orientali moderne, come il manga di Shinobu Ohtaka Magi: The Labyrinth of Magic e l'anime Il mago pancione Etcì. Nel 2019 appare anche in Legacies in veste malvagia.
- Nel videogioco RPG Golden Sun, i Djinn sono creature evocabili in aiuto del giocatore, dotati di potente magia.
- Nella serie Ninjago: Masters of Spinjitzu nella stagione "I pirati dei cieli" il Jinn Nadakhan è il cattivo principale.
- Nel film horror L'ombra della paura il Jinn è la presenza malvagia che infesta l'appartamento delle protagoniste.
- Nel film Tremila anni di attesa il Jinn è il protagonista interpretato da Idris Elba.
- I jinn vengono menzionati più volte nella serie televisiva Ms. Marvel.
- Un Djinn malvagio appare nel film del 2021 The Djinn.
- In Assassin's creed Mirage, il protagonista Basim ibn Ishaq ha lottato con visioni incubo di un djinn, che sono stati successivamente rivelati essere in realtà repressi ricordi della sua vita passata come il Isu Loki.